# Vera Nikolić
Vera Nikolić (em cirílico sérvio: Вера Николић; Grabovac, Jugoslávia, 23 de setembro de 1948 – 28 de junho de 2021) foi uma atleta e treinadora sérvia, especialista em corridas de meio-fundo.
Conquistou duas vezes os 800 metros do Campeonato Europeu em 1966 e 1971, e quebrou o recorde mundial com o tempo de 2min00s5m no dia 20 de julho de 1968 em Londres.
Participou nos Jogos Olímpicos de 1972, classificando-se em quinto lugar na final de 800 metros.
A morte de Nikolić foi divulgada em 28 de junho de 2021.

## Melhores marcas pessoais
| Prova       | Data | Local | Marca     |
| ----------- | ---- | ----- | --------- |
| 800 metros  | 1972 |       | 1:59.62 m |
| 1500 metros | 1972 |       | 4:12.7 m  |